# یان بوناتو
یان بوناتو (فرانسوی: Yann Bonato‎؛ زادهٔ ۴ مارس ۱۹۷۲) بازیکن بسکتبال اهل فرانسه است.
وی همچنین برندهٔ جوایزی همچون لژیون دونور (شوالیه) شده‌است.
وی در مسابقات کشوری و بین‌المللی در مجموع برندهٔ ۱ مدال نقره شده‌است.